# Maximilian Schenström
Oskar Ludvig Maximilian (Max) Schenström, född den 25 augusti 1843 i Köping, död den 26 november 1930 i Västerås var en svensk domare och riksdagsman.
Schenström avlade studentexamen 1863 samt hovrättsexamen 1867. Han blev därefter vice häradshövding 1870, var extra ordinarie fiskal i Svea hovrätt 1875–1878 samt åren 1883–1913 häradshövding i Västmanlands norra domsaga (Gamla Norbergs härad med Norrbo och Vagnsbro härader). I riksdagen var han under mandatperioden 1897–1899 samt ånyo en kortare period 1902 ledamot av andra kammaren. Han var också landstingsman samt ledamot av stadsfullmäktige i Västerås från 1902 och dess ordförande från 1906, och vidare även från 1902 ordförande i styrelsen för riksbankens avdelningskontor i samma stad. Han blev riddare av Nordstjärneorden 1893.
Politiskt beskrev Aftonbladet år 1897 Schenström som "moderat protektionist och i viss mån rösträttsvän" samt som en ledamot som valt att stå utanför de dåtida partibildningarna i riksdagen.
Max Schenström var son till Oscar Schenström. Han gifte sig den 15 juni 1885 med Marie Julie Lerche Johansen från Norge, född den 20 september 1854, dotter till norske politikern, statsrådet och marinofficeren Jacob Lerche Johansen. De fick fyra döttrar: Lilly Augusta Jeanette född 1886, Augusta Marie Julie född 1888, Jeanette Maximiliana född 1890 och Astrid Marie Sofie född 1892.